# Сремска земя
Сремската земя (на сръбски: Сремска земља), наричана също Земя на крал Стефан, е феодално владение в северозападната част на Балканския полуостров, съществувало от 1282 до 1325 година.
То възниква след абдикацията на сръбския крал Стефан Драгутин, който получава от наследника си Стефан II Милутин земи на северната граница на кралството.
Възползвайки се от размириците в Унгария, Стефан Драгутин и наследникът му Стефан Владислав II установяват контрол над унгарските владения южно от реките Дунав и Сава, включително земите на Дърман и Куделин. Лавирайки между Унгария и Сърбия, те запазват самостоятелното си владение до 1325 година, когато то е поделено между Сръбското и Унгарското кралства.

## Крале
- Стефан Драгутин (1282 – 1316)
- Стефан Владислав II (1316 – 1325)